# Bada Kouni
Bada Kouni est une ville de l'Union des Comores, situé sur l'île de Anjouan. En 2010, sa population est estimée à 3 309 habitants.